# سهل تنزروفت
سهل تنزروفت جزء من الصحراء الكبرى في الجزائر يقع في غرب الهقار يغطيه الرق ويتكون من الحصى والعروق وهي كثبان رملية مثل عرق ايقدي وعرق الشاش. تتقاسم دول الجزائر والنيجر ومالي السهل الصحراوي.
تضم منطقة تنزروفت موارد طبيعية كالحصى المستخدم في البناء والإسمنت وخزان تنزروفت وهو حوض مائي جوفي مساحته 240 كيلو متر مربع وحجم المخزون بـه 0.4 مليار متر مكعب من المياه ويتغذى طبيعياً بحوالي 20 مليون متر مكعب.
يغطي سهل تنزروفت طبقة من الرمل وتخترقها بعض الأودية الصحراوية العميقة. لا يزيد معدل الهطول المطري السنوي عن 20 ملم وتتعرض المنطقة الصحراوية إلى ظروف تعرية الرياح لعدم وجود غطاء نباتي يحافظ على تماسك السطح. لذلك، تعرف الصحراء لكونها منطقة جافة وحارة جداً، إذ تصل الحرارة فيها بفصل الصيف إلى 52° درجة مئوية. 
مر بها الطريق التجاري  للقوافل الذي ربط جنوب الصحراء الكبرى بشمالها، وبهذا الوقت يمر بها طريق للسيارات يربط بين مدينة بشار في الجزائر (الطريق الوطني رقم 6) ومدينة جاو في مالي . لا توجد بها أي تجمعات سكانية أو بلدات ويقتصر الوجود البشري فيها على الطوارق الرحل. 